# Vlag van Wijns

Vlag van Wijns

De vlag van Wijns is de dorpsvlag van het Nederlandse dorp Wijns, in de Friese gemeente Tietjerksteradeel. De vlag werd in 1984 geregistreerd.
Bij gemeenteraadsbesluit van 22 november 1984 zijn een wapen en een vlag vastgesteld voor de 16 dorpen van de gemeente Tietjerksteradeel. Het ontwerp van de vlag is van de hand van Piet Bultsma.

## Beschrijving
De beschrijving van de vlag is als volgt:
Vijf hoogtebanen van rood-wit-blauw-wit-rood, verhouding 2:1:2:1:2; op het kruis een gele negenpuntige ster van 2/5 vlaghoogte.
De kleuren zijn afkomstig van het dorpswapen.

## Symboliek

Rode en witte banen: gebaseerd het wapen van Oostergo. Wijns was namelijk de hoofdplaats van het district Winninghe dat ongeveer samenviel met Oostergo. Het omvatte de grietenijen: Ferwerderadeel, Dongeradeel, Dantumadeel, Leeuwarderadeel, Tietjerksteradeel en Idaarderadeel.
- Blauwe baan: verwijst naar de Dokkumer Ee waar het dorp aan gelegen is.[2]
- Negenpuntige sterren: duiden op de afgevaardigden van het district Winninghe. De noordelijke grietenijen Ferwerderadeel, Dongeradeel, Dantumadeel mochten ieder een grietman en twee bijzitters afvaardigen. Evenzo mochten ook de zuidelijke grietenijen alle een grietman en twee bijzitters leveren. Totaal waren dit tweemaal negen afgevaardigden.[2]